# Vysokoškolský ústav
Vysokoškolský ústav je v Česku součást veřejné či státní vysoké školy na úrovni fakult (nejde tak jen o jiný název pro katedru, na něž se fakulty člení). Vykonává vědeckou, výzkumnou, vývojovou a inovační, uměleckou nebo jinou tvůrčí činnost, na rozdíl od fakulty se ale může pouze podílet na uskutečňování studijních programů školy. O jeho zřízení či zrušení rozhoduje na návrh rektora akademický senát školy. V čele ústavu stojí ředitel, kterého jmenuje a odvolává rektor. Ředitel se souhlasem akademického senátu jmenuje členy vědecké rady či umělecké rady, popřípadě akademické rady u neuniverzitních vysokých škol.